# NGC 1016
NGC 1016 ist eine elliptische Galaxie vom Hubble-Typ E0 im Sternbild Walfisch südlich der Ekliptik. Sie ist schätzungsweise 291 Millionen Lichtjahre von der Milchstraße entfernt und hat einen Durchmesser von etwa 175.000 Lichtjahren. 

Im selben Himmelsareal befinden sich u. a. die Galaxien NGC 1007, NGC 1008, NGC 1020, NGC 1021.
Das Objekt wurde am 15. Januar 1865 von dem deutschen Astronomen Albert Marth entdeckt.